# Несса Девил
Не́сса Де́вил (англ. Nessa Devil; род. 9 декабря 1988, Острава, ЧССР) — чешская порноактриса. Настоящее имя — Ни́кола Йи́раскова (чеш. Nikola Jirásková).

## Биография
Впервые она появилась на экране в 18 лет в кастингах Пьера Вудмана, вскоре после этого подписав свой первый профессиональный контракт с «Woodman Entertainment» (2007). Известность актрисе принесла роль в фильме «Drunk Sex Orgy», который получил высокие оценки на конкурсе AVN Awards. Аргентинская пресса считает Нессу одной из самых ярких звёзд современного порно.